# Førslev (plaats)
Førslev is een plaats in de Deense regio Seeland, gemeente Fakse. De plaats telt 292 inwoners (2008).